# Gwenaëlle Doumont
Gwenaëlle Doumont, née le 22 janvier 1972 à Charleroi (province de Hainaut), est une illustratrice et autrice de bande dessinée belge.

## Biographie
Gwenaëlle Doumont naît le 22 janvier 1972 à Charleroi.
En 1991, elle entre parfaire sa formation en arts graphiques à l'Institut Saint-Luc de Bruxelles d'où elle sort diplômée d'un graduat en 1994. Elle se consacre à plein temps à l’illustration depuis 2003, après la naissance de sa fille. Ses dessins regorgeant de détails amusants sont joyeux et pleins d’un humour détonnant. Elle a déjà illustré plusieurs albums jeunesse dont Poussin vert (2014) chez Palissade éditions et J’aime pas la danse (2015) aux éditions Talents Hauts. 
En 2015, pour le quarantième anniversaire de la Charte des auteurs et illustrateurs jeunesse, elle illustre un Abécédaire des auteurs et illustrateurs jeunesse rédigé par un collectif dirigé par Alice Brière-Haquet.
En 2018, elle est lauréate du prix des Incorruptibles CE2/CM1 qu'elle partage avec Sandrine Beau pour Le Garçon qui parlait avec les mains publié aux éditions Alice Jeunesse en 2015.
En 2021, elle s'associe à la scénariste Zélia Abadie pour lancer la série de bande dessinée jeunesse Awa et publie le premier tome intitulé : Faut qu'on change le monde ! publié aux éditions Talents Hauts. Dans la foulée, elle publie le second tome Les Nuances de l'amour l'année suivante chez le même éditeur.
En 2023, elle a illustré plus de 78 ouvrages.
Elle vit à Charleroi.

## Œuvres

### Albums de bande dessinée

#### Awa
- 1. Faut qu'on change le monde !, Talents Hauts, septembre 2021
Scénario : Zélia Abadie - Dessin et couleurs : Gwenaëlle Doumont -  (ISBN 978-2-362-66440-3)
- 2. Les Nuances de l'amour[6], Talents Hauts, 15 mai 2022
Scénario : Zélia Abadie - Dessin et couleurs : Gwenaëlle Doumont -  (ISBN 978-2-362-66468-7)

### Littérature jeunesse
Liste restreinte
- Vive moi !, texte Alice Brière-Haquet, ill. Gwenaëlle Doumont, éd. Amaterra, 2011  (ISBN 9782354501921)
- Le Garçon qui parlait avec les mains, texte Sandrine Beau, ill. Gwenaëlle Doumont, Alice Jeunesse, 2015  (ISBN 9782874262661)
- P'tite pomme 1 Maîtresse, une histoire !, texte Delphine Gilles-Cotte, ill. Gwenaëlle Doumont, Magnard, 2015  (ISBN 9782210961203)
- L'Ours blanc niveau 3 - J'apprends à lire Montessori, texte Charlotte Jouenne, ill. Gwenaëlle Doumont, Hachette Éducation, 2022  (ISBN 9782017182405)
- L’Incroyable Histoire de la pièce de monnaie de 1959, texte Olivier Dupin, ill. Gwenaëlle Doumont, Alice, coll. « Salto », 2023  (ISBN 9782874265303)
- La Fille invisible, texte Liza Kerivel, ill. Gwenaëlle Doumont, Talents Hauts, 2025  (ISBN 9782362667299)

### Prix et récompenses
- 2018 :  prix des Incorruptibles CE2/CM1 partagé avec Sandrine Beau pour Le Garçon qui parlait avec les mains[5].

#### Livres
: document utilisé comme source pour la rédaction de cet article.
- Pascale Eben et Karine Magis, Répertoire des auteurs et illustrateurs de livres pour l'enfance et la jeunesse en Wallonie et à Bruxelles, Bruxelles, Wallonie-Bruxelles International, 2014, 192 p., ill. ; 26 cm (ISBN 9782930758008 et 2930758007, OCLC 944278134, lire en ligne), p. 81. .
- Philippe Mellot, Michel Denni, Laurent Turpin et Isabelle Morzadec, Trésors de la bande dessinée : BDM 2022-2023 - Catalogue encyclopédique et Argus, Paris, Les Arènes, novembre 2022, 23e éd., 1677 p., ill. ; 23 cm (ISBN 9791037507280, OCLC 1351462460, présentation en ligne), p. 116. .

#### Articles
- Gwenaëlle Doumont (interviewée par Tiphaine Martin), « J’aime Pas… (2) Interview de Gwenaëlle Doumont, Voyages autour de mon cerveau », Hypothèses.org,‎ 16 mars 2023 (lire en ligne, consulté le 23 août 2023).